# Марси, Анри де
Анри де Марси (Henri De Marsiac, O.Cist., его фамилию также пишут как Marsac, Marsica, Monocule, Maray, Marcy) — католический церковный деятель XII века. На консистории 1179 года был провозглашен кардиналом-епископом диоцеза Альбано. Участвовал в выборах папы 1181 (Луций III), 1185 (Урбан III), 1187 (Григорий VIII) и 1187 (Климент III) годов.